# Scott Pilgrim Takes Off
Scott Pilgrim Takes Off är en animerad amerikansk-kanadensisk action- och äventyrsserie från 2023. För seriens manus står Bryan Lee O’Malley. Serien är skapad för strömningstjänsten Netflix, och är löst baserad på Scott Pilgrim vs the World. Första säsongen består av åtta avsnitt och hade premiär den 17 november 2023.

## Handling
Serien kretsar kring Scott Pilgrim som är en nördig musiker som förälskar sig i Ramona Flowers. För att kunna dejta henne måste han besegra hennes sju ex.

## Rollista i urval
- Michael Cera - Scott Pilgrim
- Mary Elizabeth Winstead - Ramona Flowers
- Satya Bhabha - Matthew Patel
- Kieran Culkin - Wallace Wells
- Chris Evans - Lucas Lee
- Anna Kendrick - Stacey Pilgrim
- Brie Larson - Envy Adams
- Alison Pill - Kim Pine
- Aubrey Plaza - Julie Powers
- Brandon Routh - Todd Ingram
- Jason Schwartzman - Gideon Graves
- Johnny Simmons - Young Neil
- Mark Webber - Stephen Stills
- Mae Whitman - Roxie Richter
- Ellen Wong - Knives Chau